# Hedwig Jagiellonica (1513–1573)

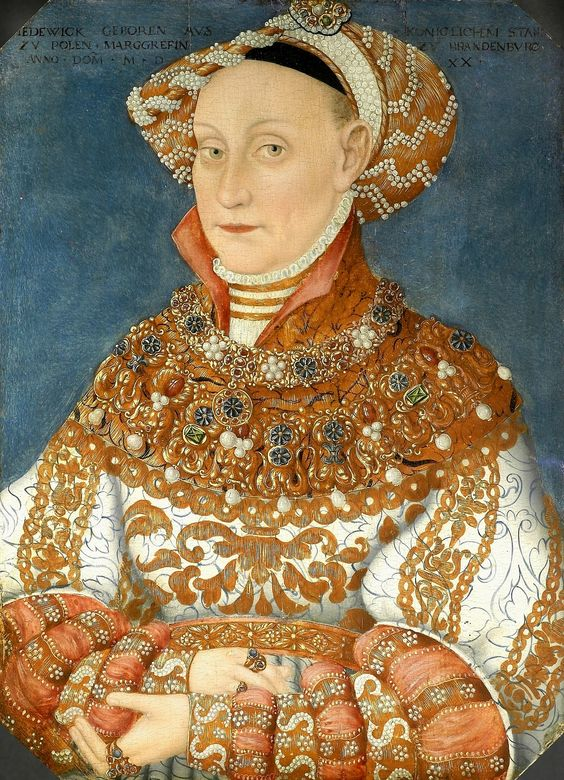
Gemälde Hedwig Kurfürstin von Brandenburg um 1535

Hedwig Jagiellonica (* 15. März 1513 in Posen als Jadwiga Jagiellonka; † 7. Februar 1573 in Alt Ruppin) war eine polnische Prinzessin aus der Jagiellonendynastie. Sie war ab 1535 Kurfürstin von Brandenburg.

## Leben
Hedwig war die Tochter des polnischen Königs Sigismund I. von Polen aus seiner Ehe mit Barbara Zápolya, Tochter des ungarischen Palatins und Magnaten Stephan Zápolya.
Sie heiratete am 1. September 1535 in Krakau den brandenburgischen Kurfürsten Joachim II. Sie begleitete ihren Gatten 1541 auf den Reichstag zu Regensburg. Als Joachim 1539 die Lutherlehre annahm, blieb sie zeitlebens bei ihrem katholischen Glauben, was ihr der Ehegatte nach Interventionen aus Krakau zusicherte.
Nach dem Tod Joachims II. 1571 lebte Kurfürstin Hedwig auf Burg Ruppin in Alt Ruppin. Sie starb dort am 7. Februar 1573.

## Nachkommen
Aus der Ehe mit Kurfürst Joachim gingen mehrere Kinder hervor:
- Elisabeth Magdalene (* 1537; † 1595), Markgräfin von Brandenburg, verheiratet mit Herzog Franz Otto von Braunschweig-Lüneburg (* 1530; † 1559)
- Sigismund (* 1538; † 1566), Prinz von Brandenburg, Erzbischof von Magdeburg und Bischof von Halberstadt;
- Hedwig (* 1540; † 1602), Prinzessin von Brandenburg, verheiratet mit Herzog Julius von Braunschweig-Wolfenbüttel;
- Sophia (* 1541; † 1564), Prinzessin von Brandenburg, verheiratet mit Wilhelm von Rosenberg;